# Luís Coutinho
Luís Coutinho (c. 1400 - Lisboa, Abril de 1453) foi um prelado português.
Há historiadores de arte que defendem que é uma das personagens presentes nos enigmáticas Painéis de São Vicente de Fora.

## Biografia
D. Luís Coutinho era filho de Gonçalo Vaz Coutinho, 2.º Marechal do Reino de Portugal pelo primeiro casamento, Senhor de Leomil e Alcaide-Mor de Lamego e de Trancoso, e de sua segunda mulher Joana de Albuquerque, sendo por via materna trineto de D. Afonso Sanches e, por conseguinte, tetraneto d' el-Rei D. Dinis I de Portugal.
Foi sucessivamente 24.º Bispo de Viseu (1439-1444), 34.º Bispo de Coimbra (1444-1452) e 5.º Arcebispo de Lisboa (1452-1453).
Quando foi nomeado bispo de Viseu em 1439, em substituição do prelado anterior deposto pelo papa, teve alguma dificuldade em assumir o poder devido à oposição movida pelo regente infante D, Pedro de Coimbra que defendia a permanência do bispo excomungado. Em 1444 assume o bispado de Coimbra e é nesta posição que está presente na Batalha de Alfarrobeira ao lado das forças do rei D. Afonso V de Portugal.
Em 1451, acompanhou a Infanta D. Leonor, filha de D. Duarte I de Portugal e de D. Leonor de Aragão, até ao Santo Império Romano, onde se viria a casar com o Imperador Frederico III.
Pouco se sabe acerca da sua acção pastoral, ignorando-se inclusivamente o local e a data exacta da sua morte.